# Sergio Fubini
Sergio Fubini (* 31. Dezember 1928 in Turin; † 6. Januar 2005 in Genf) war ein italienischer theoretischer Physiker. Er war einer der Pioniere der Stringtheorie. Politisch engagierte er sich aktiv für Frieden im Nahen Osten.

## Leben und Wirken
Fubini wurde in Turin geboren, von wo er 1938 vor Verfolgungen als Jude in die Schweiz floh. Ab 1945 besuchte er das Lycée in Turin, wo er Physik studierte und 1950 „cum laude“ graduierte. Danach war er Assistent in Turin. 1954 bis 1957 war er in den USA und 1958 bis 1967 am CERN in Genf.
1959 wurde er Professor für Kernphysik an der Universität Padua und 1961 Professor für theoretische Physik an der Universität Turin.
Von 1968 bis 1973 war er am Massachusetts Institute of Technology (MIT), unterrichtete aber weiter in Sommerkursen in Turin, und ab 1973 wieder am CERN, wo er 1971 bis 1980 Mitglied des Direktorats war und eine wichtige Rolle in der Planung des Large Electron-Positron Collider (LEP) hatte. Am MIT war er mit seinem Schüler Gabriele Veneziano Mittelpunkt einer aktiven Schule theoretischer Physiker mit engen Verbindungen nach Italien (mit einem vom italienischen INFN und MIT finanzierten „Bruno Rossi“ Austauschprogramm), die grundlegende Arbeiten zur Stringtheorie ausführten (andere bekannte damalige MIT-Kollegen waren Victor Weisskopf, der Fubini ans MIT holte, Steven Weinberg, Roman Jackiw). 1994 bis 2001 war er Professor in Turin.
Fubini arbeitete in den 1960er Jahren über Stromalgebren (current algebras) und S-Matrix Theorie (Regge-Trajektorien u. a.), insbesondere ihrer feldtheoretischen Grundlegung. In den 1970er Jahren war er mit seinem MIT-Kollegen und Schüler Gabriele Veneziano einer der Pioniere der Stringtheorie. Er arbeitete in den 1970er Jahren auch u. a. über klassische Lösungen von Yang Mills Gleichungen und konform invariante Quantenmechanik (Nuovo Cimento 1976).
Fubini war auch politisch aktiv für den Frieden im Nahen Osten und organisierte 1995 im ägyptischen Dahab im Golf von Akaba das „Sinai Physics Meeting“ mit – neben anderen wie Roman Jackiw – israelischen und arabischen Physikern, wo auch die MESC (Middle East Scientific Corporation) geboren wurde. Er initiierte auch die Einrichtung eines Elektronensynchrotons im Nahen Osten, mit dem Ziel eine internationale Begegnungsstätte wie beim CERN zu schaffen. Die Idee nahm 1997 durch Herman Winik vom SLAC und Gustav-Adolf Voss vom DESY Gestalt an. Mit Unterstützung der deutschen Bundesregierung und des ehemaligen CERN-Direktors Herwig Schopper (der auch der erste Direktor von Sesame wurde) wurde dafür die 1999 geschlossene BESSY-1 Anlage als Kern der „Sesame“ Facility in Jordanien gewählt, die unter dem Dach der UNESCO entstand. Fubini organisierte auch von 1995 bis 2001 Treffen palästinensischer und israelischer Physiker.
Er war seit 1956 mit Marina Colombo verheiratet und hatte eine Tochter.

## Auszeichnungen
Fubini war seit 1966 Mitglied der Accademia delle Scienze di Torino, 1968 erhielt er den Dannie-Heineman-Preis für mathematische Physik und wurde Ehrendoktor der Universität Heidelberg. 1969 wurde er in die American Academy of Arts and Sciences gewählt.